# Внешпромбанк
Внешпромбанк (полное название — Общество с ограниченной ответственностью «Внешнеэкономический промышленный банк», кратко ВПБ) — российский коммерческий банк, прекративший деятельность 21 января 2016 года в связи с отзывом лицензии Центральным банком России. Крах банка явился крупнейшим случаем фальсификации отчётности в истории России. В отношении собственников и руководства банка ведётся уголовное преследование.
До отзыва лицензии банк входил в топ-40 в России по размеру активов. На момент отзыва лицензии поставил рекорд по превышению обязательств над активами — 187,4 млрд рублей; позднее «дыру» оценили в 210,1 млрд рублей. Среди совладельцев Внешпромбанка в СМИ называли Александра Зурабова (брата Михаила Зурабова) (8,2%) и Николая Чилингарова (сын Артура Чилингарова). Клиентами банка были крупнейшие государственные и частные организации России, высокопоставленные чиновники, менеджеры и их родственники.

## Деятельность
Банк зарегистрирован 3 июля 1995 и действовал как универсальный банк, предоставляя широкий спектр услуг как физическим, так и юридическим лицам.
По состоянию на декабрь 2012 года сеть банка формирует более 70 филиалов, дополнительных и операционных офисов по всей России. По итогам 2012 года число физических лиц составляет более 60 тыс. клиентов, юридических лиц — более 4 тыс.
В 2009 году банк выиграл тендер на расчётно-кассовое обслуживание ОАО «Транснефть» и с тех пор обслуживал как саму компанию, так и многие другие, связанные с ней. Среди клиентов банка: Зарубежнефть, Российский союз автостраховщиков, Московская патриархия, компании входящие и ассоциированные с группами Акрон, Газпром, Сумма.
Внешпромбанк предоставлял полный спектр банковский услуг, а совместно с компаниями-партнёрами оказывал услуги в области страхования, лизинга, инвестиций, негосударственного пенсионного обеспечения. Внешпромбанк в большей степени был сконцентрирован на обслуживании корпоративных клиентов, нежели на привлечении депозитов и кредитовании частных лиц. Банк специализировался на обслуживании корпоративных клиентов и отличался, по данным агентства Standard & Poor's, короткими сроками предоставления кредитов и привлечения депозитов.
За время своей работы ООО «Внешпромбанк» зарекомендовал себя как эффективный и стремительно растущий банк. Банк являлся официальным банком-партнёром государственной программы финансовой поддержки малого и среднего предпринимательства, одним из банков для военной ипотеки, а также банком, который имел возможность предоставлять таможенным органам РФ банковские гарантии. Кроме того, Внешпромбанк входил в ограниченный список организаций, имеющих право участия в беззалоговых кредитных аукционах, проводимых Банком России.
В 2006 Внешпромбанк начал активно развивать сеть продаж, стремительно открывать новые региональные офисы (насчитывается более 70).
Внешпромбанк включён в реестр банков — участников системы обязательного страхования вкладов — 21 октября 2004 года под номером 103.
22 декабря 2015 года президент Внешпромбанка арестована по подозрению в мошенничестве.
Руководство Внешпромбанка занималось выводом активов банка. (210 млрд рублей)
21 января 2016 года отозвана лицензия на осуществление банковских операций.
Дыра в банке составила рекордных 210 миллиардов рублей.
12 мая 2017 года бывшего президента Внешпромбанка Ларису Маркус суд приговорил к девяти годам лишения свободы. Тем не менее, она избежала выплаты 114 млрд рублей 
В сентябре 2021 года Агентство по страхованию вкладов, конкурсный управляющий банка, сообщило, что суд Нью-Йорка утвердил заключённое в феврале этого же года мировое соглашение между Ларисой Маркус, её финансовым распорядителем и Внешпромбанком. В рамках соглашения экс-президент и совладелец Внешпромбанка добровольно передаёт своему финансовому управляющему принадлежащие ей активы в США, во Франции и в Латвии на сумму более 25 млн долларов, средства от продажи которых будут направлены на расчёты с кредиторами ответчицы.

## Ключевые рейтинги
В апреле 2013 г. Служба кредитных рейтингов Standard & Poor’s повысила долгосрочный кредитный рейтинг Внешнеэкономического промышленного банка (ООО «Внешпромбанк») с «В» до «В+», рейтинг по национальной шкале повышен с «ruA-» до «ruA+». Краткосрочный кредитный рейтинг контрагента подтверждён на уровне «В». Прогноз изменения рейтингов — «Стабильный».
Рейтинговое агентство Moody’s присвоило Внешпромбанку депозитный рейтинг в национальной валюте на уровне «B2». Рейтинг по национальной шкале, присваиваемый агентством Moody`s Interfax Rating Agency, — «Baa1.ru». Краткосрочный рейтинг депозитов в иностранной валюте подтверждён на уровне «Not Prime», а рейтинг финансовой устойчивости — на уровне «Е+». Прогноз всех рейтингов — «стабильный».
В декабре 2012 г. «Национальное рейтинговое агентство» присвоило рейтинг кредитоспособности ООО «Внешпромбанк» на уровне «АА-» по национальной шкале.
По итогам 2012 года банк занимает второе место в рейтинге надёжности кредитных организаций, подготовленного журналом «Профиль».
С 2010 года облигации ООО «Внешпромбанк» включены в Ломбардный список.

## Собственники и руководство
Банк принадлежал группе физических и юридических лиц из России и Великобритании. В 2006 году произошло изменение структуры владельцев.

### Руководство
- Лариса Маркус — совладелец и президент банка
- Георгий Беджамов — совладелец банка
- Елена Лирина — председатель Совета директоров
- Али Одей Аджина — первый вице-президент
- Алексей Чирков — первый вице-президент
- Сергей Рязанцев — первый вице-президент
- Владислав Ситников — вице-президент
- Дмитрий Лицов — вице-президент
- Наталья Долина — вице-президент — руководитель службы внутреннего контроля
- Максим Сытников — вице-президент — директор юридического департамента
- Екатерина Глушакова — вице-президент — директор департамента кредитования и депозитных операций
- Вероника Челяби — вице-президент — директор департамента пластиковых карт и неторговых операций
- Александр Зурабов — акционер банка, 19,174 % акций банка
- В. Чаплин — акционер банка, 12,056 % акций банка

### Уголовное преследование
Деятельность руководства банка стала предметом ряда уголовных дел. Судом было установлено, что фактический собственник банка Георгий Беджамов и его сестра Лариса Маркус, президент банка, в 2009 году создали преступную группу в составе Елены Глушаковой, Али Одей Аджина, Марии Клюевой, Екатерины Берлин, Ольги Мулины, Евгения Ораса, Генриха Малого, которые присваивали вверенные Маркус денежные средства банка путем выдачи невозвратных кредитов на подконтрольные соучастникам счета граждан и организаций, а также путем списания с депозитных счетов клиентов без их ведома и согласия — всего на сумму более 156 миллиардов рублей. Агентством по страхованию вкладов в арбитраж был заявлен иск о привлечении бывших владельцев и менеджеров банка к субсидиарной ответственности на сумму около 217 млрд руб.; в рамках дела был наложен обеспечительный арест на 574 земельных участка в Подмосковье и Рязанской области, а также квартиры и дома. Беджамов скрылся в Англии, откуда властям России не удалось добиться его экстрадиции, вследствие чего дело в отношении него начали рассматривать заочно.
31 января 2024 года Хамовнический суд Москвы назначил Ларисе Маркус наказание в виде 13 лет лишения свободы в колонии общего режима, признав её виновной в хищении 156-и миллиардов руб.; бывший первый вице-президент банка Али Одей Аджин был приговорён к девяти годам колонии, а руководитель кредитного отдела Мария Клюева — к четырём годам и шести месяцам

## Инциденты
- 13 июля 2005 года в Москве подверглись нападению инкассаторы, выносившие деньги из дополнительного офиса Внешпромбанка. Грабители убили одного, ранили двоих охранников и завладели более $1 млн[23].
- В июле 2006 года Пётр Жуков, — сын Александра Жукова, — проходя практику в ВПБ и находясь в Лондоне, нанёс телесные повреждения гражданину Великобритании, за что был приговорён к 14 месяцам тюрьмы[24].

## Интересные факты
- Во Внешпромбанке держали деньги сын Сергея Иванова[25], жена Дмитрия Козака, жена Сергея Шойгу, зять главы «Транснефти» Николая Токарева, бывший патриарх всея Руси Алексий II (Ридигер) и родные главы Олимпийского комитета России Александра Жукова[26].
- Совладелец  Внешпромбанка Георгий Беджамов бежал в Монако. В сентябре 2016 года стало известно, что власти Монако отказали Генпрокуратуре РФ в экстрадиции Беджамова[27].